# Espagne au Concours Eurovision de la chanson 1964
L'Espagne a participé au Concours Eurovision de la chanson 1964 le 21 mars à Copenhague. C'est la 4e participation espagnole au Concours Eurovision de la chanson.
Le pays est représenté par le groupe Los TNT (en tant que Nelly, Tim et Tony à l'Eurovision) sélectionné en interne et la chanson Caracola, sélectionnée par la Televisión Española (TVE) au moyen d'une finale nationale.

## Sélection

### Gran parada 1964
Le radiodiffuseur espagnol, la Televisión Española (TVE), organise sélectionne la chanson représentant l'Espagne au Concours Eurovision de la chanson 1964 à travers l'émission de variétés Gran parada, l'artiste ayant été sélectionné en interne.

#### Finale
Gran parada 1964, présentée par Carmina Alonso (es) et Ana María Solsona (es), a eu lieu le 18 février 1964 aux studios de la Radio Nacional de España (RNE) à Barcelone.
Dix artistes et dix chansons différentes participent à la finale espagnole. Chaque chanson est interprétée deux fois par un artiste différent. Les chansons sont toutes interprétées en espagnol, langue officielle de l'Espagne.
Le groupe Los TNT a été sélectionné en interne par la TVE pour interpréter la chanson gagnante de la finale nationale. Le groupe représentera l'Espagne sous le nom « Nelly, Tim et Tony »,.
| Ordre | 1er interprète    | 2e interprète         | Chanson              | Traduction              | Points | Place |
| ----- | ----------------- | --------------------- | -------------------- | ----------------------- | ------ | ----- |
| 1     | Gelu (es)         | Lorenzo Valverde (es) | Soy                  | Je suis                 | 201    | 6     |
| 2     | Lolita Sevilla    | Luis Gardey           | Torero               | –                       | 410    | 3     |
| 3     | Claudia           | Tito Mora             | Olé                  | –                       | 103    | 8     |
| 4     | Lolita Sevilla    | Alfredo Garrido (es)  | La niña del espejo   | La fille dans le miroir | 639    | 2     |
| 5     | Gelu              | Tito Mora             | Llegaré              | J'attendrai             | 243    | 5     |
| 6     | Lita Torelló (es) | Michel                | Estrellas en el agua | Étoiles dans l'eau      | 97     | 9     |
| 7     | Lita Torelló      | Lorenzo Valverde      | Todo me da igual     | Tout m'est égal         | 321    | 4     |
| 8     | Lita Torelló      | Michel                | Luz de Bengala       | Feu de Bengale          | 54     | 10    |
| 9     | Michel            | Teresa María (es)     | Caracola             | Bigorneau               | 3 100  | 1     |
| 10    | Tito Mora         | Claudia               | El niño y el toro    | Le garçon et le taureau | 136    | 7     |

Lors de cette sélection, c'est la chanson Caracola qui fut choisie avec Rafael de Ibarbia Serra comme chef d'orchestre.

## À l'Eurovision
Chaque jury national attribue un, trois ou cinq points à ses trois chansons préférées.

### Points attribués par l'Espagne
| 5 points | Autriche |
| 3 points | Danemark |
| 1 point  | France   |

### Points attribués à l'Espagne
| 5 points | 3 points | 1 point  |
| -------- | -------- | -------- |
|          |          | - Italie |

Nelly, Tim et Tony interprètent Caracola en 16e et dernière position lors de la soirée du concours, suivant la Belgique.
Au terme du vote final, l'Espagne termine 12e sur les 16 pays participants, ayant reçu un point provenant du jury italien,.